# Cirolana parva
Cirolana parva är en kräftdjursart som beskrevs av Hansen 1890. Cirolana parva ingår i släktet Cirolana och familjen Cirolanidae. Inga underarter finns listade i Catalogue of Life.